# Индийско-японские отношения
Индийско-японские отношения были прочными на протяжении всей истории. Между Индией и Японией веками шёл культурный обмен, в первую очередь в результате распространения буддизма, косвенно из Индии в Китай, а затем и в Японию. Во время Второй мировой войны японская императорская армия использовала войска Индийской национальной армии в боях против британских сил. Индия является крупнейшим получателем японской официальной помощи в целях развития. Индия и Япония стояли друг за друга в критические моменты их истории.
Дипломатические отношения между двумя странами остаются тёплыми с момента обретения Индией независимости. Японские компании, такие как Sony, Toyota, Honda имеют заводы по производству товаров в Индии. Также, в связи с развитием индийской экономики, она является крупным рынком для японских фирм, которые, по сути, были одними из первых, начавших инвестирование в индийское производство. Наиболее видной японской компанией-инвестором, является автомобильный гигант Suzuki, который в партнёрстве с индийской компанией «Maruti Suzuki» был до недавнего времени  крупнейшим индийским производителем автомобилей.
В декабре 2006 года визит премьер-министра Индии Манмохана Сингха в Японию завершился подписанием «Совместного заявления между Японией и Индией о стратегическом и глобальном партнерстве». Япония инвестирует во многие инфраструктурные проекты в Индии, например: в проект -  Метро Дели. В 2007 году Морские силы самообороны Японии  приняли участие в международных учениях в Индийском океане, в которых также участвовали военно-морские силы Индии, Австралии, Сингапура и Соединённых Штатов. Также 2007 год был объявлен годом «Индийско-японской дружбы». На 10 сентября 2020 года запланировано проведение онлайн переговоров премьер-министра Индии и Японии, в рамках которых планируется заключить соглашения о укреплении экономического сотрудничества.

## Исторические отношения
Культурный обмен между Индией и Японией начался в начале VI века с введением буддизма в Японию из Индии. Индийский монах Бодхисена прибыл в Японию в 736 году распространять буддизм и представил жителям Великого Будду, построенного в Тодай-дзи, и остаётся в Японии до своей смерти в 760 году. Буддизм и неразрывно связанная с ним индийская культура оказали большое влияние на японскую культуру, до сих пор ощущаемое и сегодня в результате чувства доброжелательности между двумя странами.
В результате связи буддизмом между Индией и Японией, монахи и ученые часто путешествовали между двумя странами. Буддийские монахи из Индии посещали Японию с VIII века. Древние записи из ныне уничтоженных библиотеки университета Наланда в Индии описывают ученых и школьников-японцев, посещавших школу. Одним из самых известных японских путешественников в Индию был Тэндзюку Токубей (1612—1692), названный в честь Тэндзюку («Небесная Обитель»), японское название для Индии.
Культурный обмен между двумя странами создал много параллелей в их фольклоре. Современная популярная культура основана на этом фольклоре, например, произведения в жанре фэнтези — манга и аниме. Богиня, известная в Индии как Сарасвати, в Японии известна как Бензайтен.

## Движение за независимость Индии
В 1899 году в Токийской университете была организована кафедра изучения санскрита и телугу, а в 1900 году была организована Восточная ассоциация молодёжи, которая поддерживала индийских студентов, осуждающих колониальную политику Великобритании. В связи с этим, в Индии английская администрация ввела различные ограничения для индийских студентов, а также пыталась влиять на сложившуюся ситуацию путём международного регулирования, однако особых успехов так и не было достигнуто.
На фоне антибританских настроений в период 1881-1905 годов в Индии начинается возрождение индуизма, ислама, а также буддизма. И в 1893 году на Всемирном конгрессе религий в Чикаго один из духовных лидеров Индии Свами Вивекананда изложил идеи о паназиатской значимости индийской духовности, в частности, буддизма. Он полагал, что буддизм может объединить все страны, в которых он распространён, чтобы противостоять агрессивной политике западных держав. В том же году он посетил и Японию, и там особое впечатление произвел на него японский национализм. Позже, в обращениях к индийцам, он ставил японцев в пример, как людей без предрассудков, способных адаптироваться к различным условиям.
В первой половине XX века индийские освободительные движения переходят в новую фазу борьбы с колониализмом, поскольку в движение были внесены некоторые коррективы со стороны колониального правительства, а именно, движение оказалось раздроблено по религиозному признаку на мусульман и индуистов. Поэтому индийское движение против колониализма Великобритании приобрело несколько другие черты – движение стало более централизованным и массовым, чему послужили новые идеалы, которые продвигали лидеры движения[3]. Также этому способствовала российская революция 1905-1907 годов, благодаря которой стали расти антиколониальные настроения в азиатских колонизированных странах, и, в частности, в индийском обществе.
Писатель Рабиндранат Тагор продолжил традицию Свами Вивекананда. Хоть он и не считал буддизм настолько действенной силой, но полагал, что буддизм поможет Индии в выстраивании международных отношений в регионе, так как в Японии и в Китае – буддизм довольно популярен[4]. О.О. Розенберг, буддолог начала XX века, считал, что буддизм – это мостик соединяющий западные и восточные страны, именно с помощью него возможно познать восточную культуру[5].
В 1902 году Окакура Какудзо, японский мыслитель и писатель, посетил Индию и там познакомился с Тагором. С 1902 года между писателями завязалась длительная переписка, которая продлилась до смерти Окакура Какудзо в 1913 году, и одной из тем в их переписке стал взгляд на то, каким образом должны развиваться страны Азии. Они обсуждали идеи паназиатизма, которые в 1920-1930-х годах лидеры индийского освободительного движения начнут использовать для пропаганды. Однако писатели по-разному видели будущее Азии. Окакура Какудзо придавал больше важности политическому аспекту развития Азии и поэтому отводил Японии центральное место в регионе. А Тагор полагал, что культурно разнообразная Азия стремится к единству и гармонии, но, в отличие от Окакура, он не вкладывал политического смысла[6].
В начале XX века индийское движение за независимость раскололась на более умеренное и более радикальное направления. Каждое из этих движений было представлено в Индийском Национальном конгрессе (ИНК). В 1920-х годах более радикальную позицию занимали Тилак, Субхас Чандра Бос и Раш Бихари Бос, тогда как к умеренной позиции придерживались Мохандас (Махатма) Ганди и Джавахарлал Неру.
В 1915 году Бос получил политическое убежище в Японии, так как бежал из Индии из-за участия в покушении на должностное лицо. В Японии он получил гражданство, женился на японке и к началу 1920-х годов начал активную деятельность по продвижению идей индийского движения за независимость в японское правительство[7]. Главная задача Боса заключалась в том, чтобы убедить японское правительство в необходимости поддержать индийское движение за независимость. В связи с этим, кроме идей возрождения индийской культуры и возвращения независимости Индии, он часто использовал идеи национализма и паназиатизма для привлечения помощи от Японии. Бос активно публикуется в японских газетах, вызывая массу сочувствия со стороны японцев. Когда в 1916 году Великобритания потребовала у Японии выдать его и нескольких других лидеров индийского движения, японцы крайне негативно восприняли это требование. Постепенно в умах японцев сформировался образ участников национально-освободительного движения – индийская интеллигенция, которая, руководствуясь желанием освободить родную страну от колониализма, постоянно идет на риски, чтобы хоть как-то облегчить положение Британской Индии [8]. Также Боса неожиданно поддержала группа «Амурский союз»[9], которая также выступала за объединение Азии и освобождение от западных держав, но имея иные цели и используя другие средства[10]. В 1921 году для привлечения внимания к проблеме зависимости Британской Индии от Англии Бос организует Индийский клуб[11], главной целью которого было знакомство японцев с культурой и бытом Индии, а также поддержка индийских предпринимателей в Японии.
[1] Гальперин А.Л. Указ. соч. – С. 146.
[2] Arpita Mathur. India-Japan relations: drivers, trends and prospects. Singapore: S. Rajaratham School of International studies, 2012. – P. 5.
[3] История Индии / под. ред. К.А. Антоновой, Г.М. Бонград-Левина, Г.Г. Котовского. 2-е изд., испр. и доп.- М.: Мысль, 1979. – С. 349.
[4] Китинов Б. У. Буддизм и национализм в идентификационных процессах в Азии в конце XIX - начале XX веков // Вестник РУДН. Серия: Всеобщая история. 2022. №4. – С. 358.
[5] Розенберг О.О. Труды по буддизму. – М.: Наука. Главная редакция восточной литературы, 1991. – С.41-42.
[6] Choudhuri, Indra Nath. The Conflict between the Other Asia and the New Asia: Rabindranath Tagore, Liang Qichao and Kakuzo (Tenshin) Okakura and the Politics of Friendship and a Love Story // Indian Literature 60, no. 3, 2016. – P. 161.
[7] Arpita Mathur. Ibid. – P. 6.
[8] Arpita Mathur. Ibid. – P. 6.
[9] Танака Такэюки. Утида Рёхэй: взгляд на Россию // Ежегодник Япония. 2012. №41. - С. 400. Амурский союз (黒龍会, кокурю:кай),  - ультра-правая националистическая группировка в Японии, которая планировала ограничить продвижение России в Азию, путём объединения Монголии, Маньчжурии и Сибири.
[10] Arpita Mathur. Ibid. – P. 6.
[11] Фирсова В.С. Указ. соч. – С. 31.

## Вторая мировая война
К 1939 году главные интересы Японии были сосредоточены в Восточной и Южной Азии, поэтому различные виды поддержки индийского освободительного движения, а также торговля с Британской Индией были сокращены до минимума или вовсе прекращены. К 1930-м годам мнения об идеях паназиатизма у Японии и Британской Индии стали сильно различаться. Из-за того, что Япония стала капиталистической державой и ни разу не оказывалась в полноценной колониальной зависимости от западных стран, японский паназиатизм стал оправданием экспансии[1]. Если колониальная Индия видела в идеи паназиатизма способ освобождения от Великобритании, то Япония видела способ оправдать территориальную экспансию и объединить большую часть азиатских стран под своей эгидой[2].
Изначально в планах японского правительства Индия не занимала столь важного места, как например территории Китая, Монголии или выходы к границам СССР[3]. По мнению многих официальных лиц, Индия в случае получения независимости с малой долей вероятности могла обрести независимость и своё правительство, а Япония не имела достаточного количества ресурсов для контроля над такой большой территорией. Эти два фактора стали причиной появления угрозы большевизма[4]. И после того, как 1941 году в войну вступили США, и был открыт Тихоокеанский фронт, японцы начали продвигать среди населения колоний лозунги «Азия для азиатов» и другие, которые, по их мнению, должны были обеспечить им поддержку местного населения в войне.
В Индии национальное освободительное движение в виде ИНК уже на момент Первой мировой войны было расколото на более умеренные и более радикальные фракции, и этот раскол только усугубился к началу Второй мировой войны. В начале 1930-х годов Мохандас Ганди (исторический деятель Индии, который в качестве варианта сопротивления британским властям предложил Сатьягахара - ненасильственное сопротивление), смог возглавить ИНК. Однако после того, как на конференции в Англии в 1932 году он выступил с докладом, который обнародовал жестокие действия британской администрации, в ИНК стали преобладать более реакционные веяния, а Сатьягахара потеряла свою привлекательность[5]. В 1938 году в Индию вернулся Субхас Чандра Бос, который активно пропагандировал насильственное сопротивление в противовес тому, что предлагал М. Ганди. Это способствовало тому, что С.Ч. Бос лишился возможности участвовать в ИНК и создал собственную партию[6].
В результате к началу Второй мировой войны ИНК не имел единого мнения какую сторону им следует выбрать. 3 сентября 1939 года Британская Индия была объявлена Великобританией страной, воюющей на стороне Антигитлеровской коалиции. Однако антиимпериалистическое движение сохраняло свою активность, несмотря на ужесточение репрессий и преследований. Тогда британская администрация попросила помощи у М. Ганди, который со своей стороны согласился принять участие в войне (по крайней мере, не сопротивляться британским действиям) и даже выразил сочувствие английским целям в войне с Германией, но его мнение не отражало мнений ИНК. Конгресс был намерен выступить на стороне Англии с условием немедленного предоставления суверенитета Индии, права созывать учредительное собрание, а также права принимать политические решения, связанные с Индией[7]. Вместе с тем усилились центробежные силы: некоторые княжества требовали автономии, мусульманская часть Индии требовала образование Пакистана, но несмотря на то, что ИНК пытался сократить эту тенденцию, она всё равно оставалась на высоком уровне[8].
Естественно, такие условия привели ИНК в замешательство, так как многие его участники были подвержены влиянию Запада. В связи с этим, его действующий председатель, Мохандас Ганди, который видел политику Индии вне системы европейских отношений, и уж тем более вне рамок антигитлеровской коалиции и альянса стран Оси, не мог принять окончательного решения[9]. Эта ситуация послужила поводом для создания нового движения за независимость, которое возглавил Субхас Чандра Бос, один из известнейших деятелей индийской борьбы за независимость.
Также, из-за того, что Индия вскоре могла получить независимость, ИНК начал подготовку к созданию правительства, которое могло бы в случае получения независимости быстро организовать страну. Среди тех, кто предлагал идеи для создания такого временного правительства был С.Ч. Бос, но его предложение отклонили. Поэтому он уехал в Германию, попутно спасаясь от преследования британских властей. Важно отметить, что идеи С.Ч. Боса заключались в необходимости получить независимость каким-бы то ни было способом, тогда как ИНК предлагал более умеренную программу, которая не предполагала военного вмешательства, хоть и имела некоторые минусы – необходимость пойти на уступки колониальному правительству[10]. Поэтому когда в 1940 году его отстранили от участия в Бихарской конференции[11], на которой планировалось обсуждение возможность вступления Индии в войну на стороне Великобритании в обмен на предоставление независимости, он перешёл к более активным действиям – собрал «антикомпромиссную конференцию», на которой он высказывался резко против политики ИНК, называя её компромиссной[12].
В 1942 году Субхас Чандра Бос посетил Германию в попытке найти там поддержки для дальнейшего продвижения индийского движения за независимость, однако особых результатов он не смог добиться [13]. В связи с этим, уже в 1943 году он прибыл в Японию, где уже немолодой Раш Бехари Бос назначает его приемников своих идей. К тому моменту Р.Б. Бос не мог в полной мере управлять Индийской Лигой Независимости, кроме того, многие её члены выступали скорее за мирное сосуществование, чем за борьбу против колониализма. Поэтому приезд С.Ч. Боса стал новым витком в формировании организации, которая могла бы взять на себя управление независимой Индией. Японское правительство со своей стороны изначально планировало использовать Р.Б. Боса для своей пропаганды и якобы поддержки индийского национального движения за независимость[14]. Однако Раш Бехари Бос оказался не в состоянии продолжать борьбу, тогда как Субхас Чандра Бос был полон энтузиазма и решительности. Он видел в японской агрессии не просто попытку экспансии, а искреннее желание освободить Азию от европейского влияния[15]. В то же время и Мохандас Ганди, и Джавахарлал Неру высказывались категорически против помощи японского правительства, а также говорили о том, что достижение независимости от Великобритании будет возможно достичь исключительно своими силами, не прибегая к помощи «стран Оси»[16].
В октябре 1943 года при поддержке японского правительства С.Ч. Бос организовывает Азад Хинд – Временное индийское правительство. Правительство было организовано в Сингапуре, когда тот был оккупирован Японией. Также в наследство от Лиги независимости Индии Азад Хинд получило в распоряжение Индийскую национальную армию (далее ИНА), которая частично была сформирована из местных индийцев. Само по себе Временное Индийское правительство имело власть на очень небольшой территории, хотя и планировало расширить свои владения на всю территорию Британской Индии. После участия в Великой Восточноазиатской конференции в Токио в конце 1943 года только что созданное Временное правительство Индии вошло в паназиатский блок – Великую Восточно-Азиатскую сферу сопроцветания (大東亜共栄圏 дайто:a кё:эйкэн) и получило под свой контроль Андаманские и Никобарские острова и часть Бирмы. Помимо признания со стороны японского правительства, Временное индийское правительство получило признание со стороны сателлитов Японии[17][18]. Также странами оси было объявлено о вступлении в войну на стороне «стран оси» против Великобритании и США и проведении военных действий ИНА.
К концу Второй мировой войны Япония потеряла значительное количество ресурсов, поэтому японское правительство уже зимой 1945 г. перестало поддерживать Азад Хинд и ИНА. К этому времени японская армия и ИНА практически оказались на грани поражения – прошла провальная Импхальская операция[19], по итогам которой и японская армия, и ИНА начали своё отступление в Бирму[20]. Те отряды, которые не имели возможности отступать вместе с остальными силами, сдавались в плен британской армии. Кроме того, в августе 1945 года при непонятных обстоятельствах погибает С. Ч. Бос, из-за чего и ИНА, и Временное индийское правительство сами собой упразднились. Однако среди индийского населения это вызвало крайне необычную реакцию: поскольку С.Ч. Бос являлся борцом за индийскую независимость, и за это же преследовался британскими властями, население начало поддерживать уже пленённых участников ИНА, а также сопротивляться действиям колониальной администрации[21].
В результате, несмотря на то что Япония, поддерживая движение С.Ч. Боса, преследовала сугубо свои цели, связанные с агрессивной экспансией, эта поддержка оказала влияние на борьбу Британской Индии за независимость. Прекращение существования Азад Хинд и осуждение действий ИНА со стороны Великобритании стало причиной очередного национального подъёма, в результате которого уже в 1947 году Индия окончательно обрела независимость. И хотя нельзя отрицать тот факт, что японская поддержка Субхас Чандра Боса положительно повлияла на борьбу за независимость, многие японские деятели сильно переоценивали вклад Японии в индийское освободительное движение, полагая, что без этой поддержки дальнейшее развитие освободительного движения был бы невозможно. Их индийские современники были настроены очень негативно к такого рода мнению и не поддерживали японскую позицию[22]. Однако среди простого населения Индии к концу Второй мировой войны к С.Ч. Босу и ИНА сложилось невероятно положительное отношение. Отчего после убийство С.Ч. Боса, а также начала преследования ИНА со стороны британской администрации вызвали резонанс среди индийской общественности и дали новый толчок движению за независимость.
[1] Малова К. В. Указ.соч. – С. 111.
[2] Молодяков В.Э. Консервативная революция в Японии: политика и идеология: автореф. дис., д-ра полит. наук: 23.00.02. - М., 2004. – С. 42.
[3] Райков А. В. Империалистическая Япония и индийское освободительное движение в период войны на Тихом океане // Проблемы Дальнего Востока. – 1988. № 3. – С. 104-105.
[4] Ибрагимова З. Х. Индия в планах Германии и Японии в годы Второй мировой войны. М.: Эслан, 2003. – С. 196.
[5] Диких А. А. Генезис и эволюция партии Индийский национальный конгресс // Политика и общество. 2017. №9. – С. 31.
[6] Новинский Э.Э. Роль личности Субхаса Чандры Боса в истории Индии межвоенного периода // Казанский вестник молодых учёных, 2021. №3. – С. 36.
[7] Дьяков А.М. Индия во время и после Второй мировой войны, 1939-1949. М: Издательство Академии наук СССР, 1952. – С. 13-14.
[8] Дьяков А.М. Указ.соч. – С. 18.
[9] Диких А. А. Указ. соч. – С. 32.
[10] Ибрагимова З. Х. Указ. соч. – С. 49.
[11] Бихарская конференция проводилась в апреле 1940 года. Это был съезд Индийского национального конгресса, где был выбран новый председатель – Маулана Кауль Калам Азад.
[12] Ибрагимова З. Х. Указ. соч. – С. 50.
[13] Ибрагимова З. Х. Указ. соч. – С. 230.
[14] Райков А. В. Указ. соч. – С. 105.
[15] Кожевников В. В. Японо-индийские отношения в период Второй мировой войны // Россия и АТР. 2015. №3 (89). – С. 56.
[16] Райков А. В. Указ. соч. – С. 106.
[17] Сателлиты Японии во время Второй мировой войны, также марионеточные государства – государства, которые проводили политику, диктуемую милитаристской Японией. Все японские сателлиты входили в Великую Восточноазиатскую сферу сопроцветания.
[18] Ибрагимова З. Х. Указ. соч. – С. 233.
[19]Импхальская операция — это сражение, происходившее во время Второй мировой войны в окрестностях города Импхал, который является столицей княжества Манипур на северо-востоке Британской Индии. Сражение велось с марта по июль 1944 года между британскими и японскими вооружёнными силами.
[20] Кожевников В. В. Указ. соч. – С. 57.
[21] Кожевников В. В. Указ. соч. – С. 58-59.
[22] Райков А. В. Указ. соч. – С. 104.

## Современные отношения
В 2014 году индийский премьер-министр Нарендра Моди посетил с визитом Японию. Его визит ознаменовался подписанием целого ряда документов, в частности, стороны создали "Стратегическое глобальное партнерство".

### Экономика
В августе 2000 года японский премьер-министром с официальным визитом посетил Индию. На встрече представители двух стран договорились создать "Глобальное партнерство Индии и Японии в XXI веке". За этим последовал визит индийского премьера Ваджпаи в Японию в декабре 2001 года, в ходе визита стороны подписали "Совместную декларацию Японии и Индии" от 10 декабря . В ней, в частности отмечалась приверженность сторон идеалам демократии и рыночной экономики, духу толерантности, уважению многообразия и принципам взаимной выгоды.

### Армия
Индийские ВМФ в 2007 году принимали участие в крупнейших военно-морских учениях при участии флотов США, Японии, Австралии, а также Сингапура, которые получили название Малабар. Также с 2007 года развивается военно-политическое сотрудничество в четырёхстороннем формате.
6 октября 2021 года в Аравийском море стартовали военно-морские учения морских сил самообороны Японии и ВМС Индии. Целью данных учений заявлена выработка понимания действий в ходе морских операций и развитие оперативного взаимодействия личного состава двух стран. 
Два корабля ВМС Индии "Шивалик" и "Каморта" прибыли в японский порт Йокосука для участия в морских учениях "Малабар", которые прошли с 8 по 18 ноября 2022 года. 
Сухопутные силы самообороны Японии с 28 февраля по 2 марта 2023 года провели совместные военные учения «хранитель Дхармы» с подразделениями индийской армии на полигоне «Айбано», г. Такасима, направленные на «отражение возможной агрессии со стороны КНР». 